# Ernst Reuter
Ernst Rudolf Johannes Reuter (født 29. juli 1889 i Aabenraa (dengang Slesvig-Holsten, nu Danmark), død 29. september 1953 i Berlin) var en tysk politiker. Socialdemokraten Reuter var fra 1948 til sin død regerende borgmester i Berlin (Vestberlin). Inden da – fra 1926 – var han transportbyråd, og var blandt andet initiativtager til oprettelsen af byens transportselskab, Berliner Verkehrsbetriebe.
Fra 1931 til 1933 var han overborgmester i Magdeburg og fra 1932 til 1933 medlem af Rigsdagen.